# Franz Bürkl
Franz Bürkl, född 16 augusti 1911 i Ebelsberg, Linz, död 7 september 1943 i Warszawa, var en tysk SS-Oberscharführer och ställföreträdande kommendant i fängelset Pawiak i Warszawa. 
Bürkl dömdes till döden av polska motståndsrörelsens specialdomstol och sköts ihjäl av medlemmar ur Szare Szeregi.